# Juan Rozoff
Juan Rozoff, né le 9 janvier 1966 à Paris, est un auteur-compositeur-interprète de funk français d’origine russe et espagnole.

## Biographie
Né à Paris en 1966, Juan Rozoff est le fils d'un ingénieur-aventurier russe et d'une comédienne-poétesse espagnole, Tachia Quintanar.
Les médias le surnomment très vite le « Prince français », ce qu'il accepte facilement, en ajoutant avec malice « Je préfère être le Prince français que le Guy Béart espagnol ». 
Il fut le pionnier dans les années 1990 de la « nouvelle scène groove parisienne », ouvrant ainsi la voie aux FFF, Sinclair, Vercoquin, Malka Family.
Multi-instrumentiste et showman hors pair, ses concerts en France et à l'étranger emportent depuis plus de vingt ans l'enthousiasme du public. 
Son talent convoque également l'admiration de ses pairs. Juan Rozoff a ainsi vu des artistes de renommée internationale tels que Bootsy Collins, Maceo Parker et Fred Wesley lui offrir leur collaboration. Il a aussi fait la première partie de géants comme James Brown, Larry Graham, George Clinton, Temptations, Maceo Parker.
Juan Rozoff a d'autre part participé aux albums de Disiz la Peste, Amadou et Mariam, David Guetta, Charles Schillings.
Il a également pris part aux bandes originales des films de Philippe Harel (Extension du domaine de la lutte tiré du roman éponyme de Michel Houellebecq), et d'Eric Toledano et Olivier Nakache (Tellement proches). Juan Rozoff a également composé et interprété des titres pour les spectacles de Jamel Debbouze et Julie Ferrier.
Matthieu Chedid (M) a joué plusieurs parties guitare du dernier album de Juan Rozoff (Maison Rozoff) et Sandra Nkaké fait les chœurs de (Maison Rozoff) et (Abalorladakor).

## Discographie

### Singles
- 1990 : Comment tu dis ?
- 1990 : Et alors
- 1990 : Diamant
- 2001 : Mauvais coton
- 2009 : J'ai envie de te ...

### Apparitions
- 1992 : Backing Vocals avec Sidney sur le morceau Taudi Groove sur l'album Tous Des Ouf! de Malka Family
- 1998 : Featuring avec Alfredo Slackness sur le morceau Love & Slackness sur l'album Mozesli de Mozesli
- 1999 : Featuring avec Alfredo Slackness sur le morceau Love & Slackness sur le maxi Love & Slackness de Mozesli
- 1999 : Vocals sur le morceau Minea sur le maxi Minea de Mozesli
- 2000 : Featuring sur le morceau It's About Time (Wake Up People) sur le maxi It's About Time (Wake Up People) de Charles Schillings & Pompon F.
- 2000 : Featuring avec Eloquence sur le morceau La Philosophie Du Hall sur l'album Le Poisson Rouge de Disiz La Peste
- 2001 : Featuring sur les morceaux Kandy Paï et As Long sur le maxi Don't de Shalark
- 2001 : Vocals sur le morceau You're The One sur l'album Loop In Release de Booster
- 2001 : Featuring sur le morceau You're The One sur le maxi You're The One de Booster
- 2002 : Featuring sur le morceau It's About Time (Wake Up People) sur l'album It's About... de Charles Schillings & Pompon F.
- 2002 : Lead Vocals sur le morceau Hard Stuff (Get Your Ticket For A Ride) de The Supermen Lovers
- 2002 : Featuring sur le morceau Sexy 17 sur l'album Just A Little More Love de David Guetta
- 2002 : Featuring sur le morceau You're The One de Booster sur la compilation Nova Tunes 05
- 2002 : Featuring sur les morceaux À Paris et X.L.R. sur l'album Or Du Temps de Les Professionnels
- 2002 : Lead Vocals sur le morceau Hard Stuff de The Supermen Lovers sur la compilation Puissance House
- 2006 : Featuring sur le morceau You're The One de Booster sur la compilation 25 Ans de Radio Nova en 25 CD
- 2008 : Featuring sur le morceau N.O.W. sur le single N.O.W. / Boogie de Uptown Funk Empire
- 2008 : Featuring sur le morceau N.O.W. de Uptown Funk Empire sur la compilation Funk Fever Vol.2
- 2008 : Featuring sur le morceau Je te kiffe sur l'album Welcome To Mali de Amadou & Mariam
- 2009 : Featuring sur le morceau N.O.W. sur l'album The Empire Strikes Back de Uptown Funk Empire
- 2013 : Featuring sur le morceau Lovepeaceandwar de Dafonk